# Miracolul de la Sf. Ana
Miracolul de la Sf. Ana (Miracle at St. Anna) este un film de război din 2008 regizat de Spike Lee după un scenariu de James McBride, bazat pe un roman omonim al lui McBride. Filmul a avut premiera la 26 septembrie 2008, și are acțiunea stabilită în al doilea război mondial,  în toamna lui 1944 la Toscana și în iarna lui 1983 la New York și Roma. În rolurile principale joacă actorii Derek Luke, Laz Alonzo, Michael Ealy și Omar Benson Miller, în alte roluri apar Joseph Gordon-Levitt, Valentina Cervi și John Turturro.

## Prezentare
În timpul Crăciunului din 1983, un funcționar poștal din New York, fost soldat Buffalo în Italia în al doilea război mondial, împușcă mortal un străin. În apartamentul său, poliția a găsit un cap valoros de statuie din marmură, care s-a pierdut în Italia în timpul războiului și despre care nu se mai știa nimic. Prin flashback-uri este prezentată povestea a patru soldați de culoare care trec râul Serchio din Toscana, printr-o ploaie de gloanțe și obuze atât proprii cât și germane. După ce găsesc un băiețel în stare de șoc într-un hambar, ei ajung în satul Colognora. Primesc ordine prin radio de a captura un soldat german pentru a fi interogat de către armata americană cu privire la o contraofensivă germană. În sat, o femeie frumoasă, partizanii printre care se află un trădător, o legendă locală privind pe cel care se trezește în munți, băiatul și povestea unui masacru recent comis de nemți duc toate la angoasa lucrătorului poștal care are loc cu patruzeci de ani mai târziu.

## Actori
- Laz Alonso este Caporal Hector Negron
- Derek Luke este Sergent Aubrey Stamps
- Omar Benson Miller este Soldat Samuel 'Sam' Train
- Michael Ealy este Sergent Bishop Cummings
- Pierfrancesco Favino este Peppi 'The Great Butterfly' Grotta
- Valentina Cervi este Renata
- Matteo Sciabordi este Angelo Torancelli
- John Turturro este Detectiv Antonio 'Tony' Ricci
- Joseph Gordon-Levitt este Tim Boyle (reporter)
- John Leguizamo este Enrico
- Kerry Washington este Zana Wilder
- Jan Pohl este Caporal Hans Brundt
- Sergio Albelli as Rodolfo
- Walton Goggins este Căpitan Nokes
- Christian Berkel este Căpitan Eichholz
- Waldemar Kobus este Colonel Pflueger
- Omero Antonutti este Ludovico
- Robert John Burke este General Ned Almond
- John Hawkes este Herb Redneck
- Alexandra Maria Lara este Axis Sally (Mildred Gillars)
- D. B. Sweeney este Colonel Driscoll
- De'Adre Aziza este Bailiff